# フランツ・クリスティアン・ガウ
フランツ・クリスティアン・ガウ（Franz Christian Gau, 1790年6月15日 ケルン - 1853年12月31日 パリ）は、ドイツ出身のフランスの建築家・考古学者。
1809年にパリの芸術アカデミーに入学し、1815年にイタリアやシチリア島を訪れる。1817年にヌビアに行き、フランスのエジプト遠征という大事業を補完する作業とせんとの野心をもって、滞在中に現地のすべての重要性のある史跡の素描や測量を行なった。この成果が、『Antiquitiés de la Nubie ou monuments inédits des bords du Nil, situés entre la premiére et la seconde cataracte, dessinés et mesurés in 1819』と題された二折版の大著であった。この労作は、平面図・柱状図・展望図からなる68点の図版を収め、信頼すべき典籍と認められた。2つめの著作は、フランソワ・マゾワ（1824年 - 1838年）の著作『ポンペイの廃墟』の補筆であった。
1825年に市民権を得てフランスに帰化し、後にパリ市の建築家になった。サン・ジュリアン・ル・ポーヴル教会やサン・セヴラン教会の修復を指揮し、ロケット刑務所（ロケット監獄）を建造した。ガウの名は、パリにおけるゴシック復興にも関連付けられており、パリ市で最初のネオゴチック建築であるサント・クロチルド教会も、ガウが設計し、着工したものである。しかしながら病のためにその作業の監督責任を諦めざるを得ず、竣工を目前に亡くなった。

## 参考資料
- この記事にはパブリックドメインである次の百科事典本文を含む: Herbermann, Charles, ed. (1913). "Franz Christian Gau". Catholic Encyclopedia. New York: Robert Appleton Company. The entry cites:
  - Imperial Dict. Univ. Biog.;
  - Michaud, Biog. Univ.